# Castelliere di Ponte San Quirino
Il castelliere di Ponte San Quirino è un insediamento protostorico presumibilmente fortificato ubicato nel comune di San Pietro al Natisone, in Friuli-Venezia Giulia, posto alla confluenza del fiume Natisone e del torrente Alberone. Gli scavi archeologici, eseguiti nel 1975 dall'Università di Trieste, hanno portato alla luce abbondante materiale fittile, industria litica, uno spillone di bronzo, scarsi frammenti ossei animali e catiledoni carbonizzate di ghiande non meglio identificate. L'industria litica permette di datare una prima frequentazione del sito tra tardo Eneolitico e Bronzo antico, mentre il resto dei materiali è riferibile al castelliere, attivo nel Bronzo medio-recente.
La difesa del villaggio non era più visibile già ai tempi di L. Quarina. Tuttavia tempo prima era presente un vallo (probabilmente un rifacimento successivo dell'aggere protostorico) che si estendeva a nord da una sponda all'altra dei due corsi d'acqua. Nella seconda metà del XIX secolo, il Marinoni, in occasione dei lavori per la costruzione della strada, durante i quali venne demolito il suddetto vallo, menziona il ritrovamento di un'ascia ad alette in bronzo e di altri oggetti in bronzo molto corrosi. È probabile che questo castelliere fosse munito di una difesa a "sperone sbarrato", tipologia difensiva molto arcaica che consiste in un terrapieno rettilineo che chiude un'area già difesa da elementi naturali (come i fiumi). La presenza di un terrapieno sul lato nord avrebbe completato la difesa del sito, già garantita dalla sua posizione. Questa tipologia difensiva è attestata nel sito eneolitico di Sach di Sotto (Meduno) e in castellieri protostorici come Rive d'Arcano e Gradisca di Spilimbergo.